# Abajoue
Ne doit pas être confondu avec Abajo.

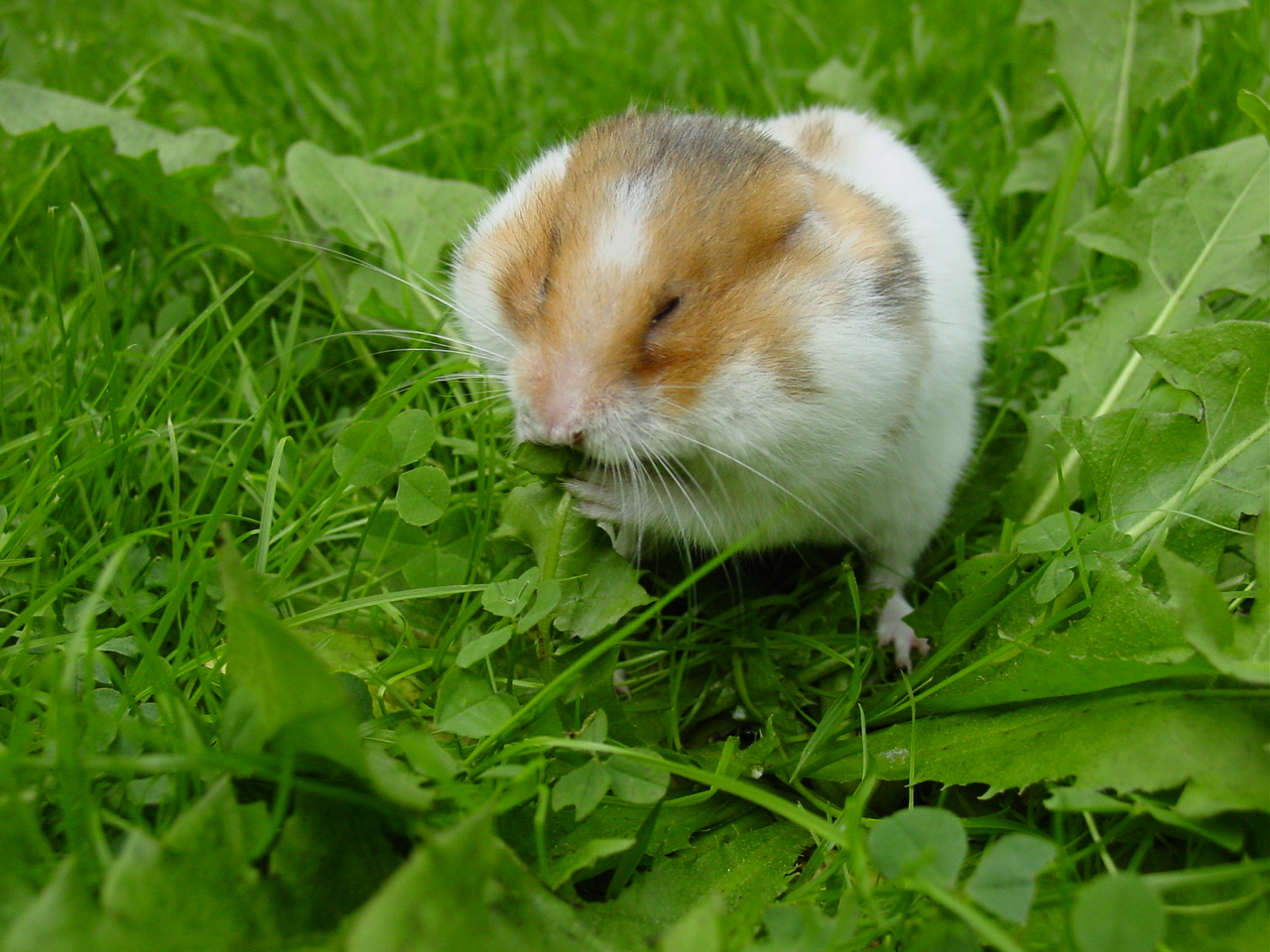
Hamster doré emplissant ses abajoues de verdure.

Les abajoues sont des poches situées de part et d'autre de la tête de certains mammifères, entre la joue et la mâchoire, comme chez l'ornithorynque, certains rongeurs et la plupart des singes de l'Ancien monde. Elles servent le plus souvent à stocker momentanément de la nourriture avant de pouvoir la consommer ou la transporter dans une réserve,.

## Étymologie
Le mot « abajoue », désignant les poches au bas des joues de certains animaux, vient probablement de « la bajoue » (avec agglutination), en raison de la ressemblance avec des bajoues. L'abajoue est d'ailleurs souvent confondue avec cette partie latérale du groin du cochon ou de la tête de veau.
Par comparaison avec les animaux aux abajoues pleines, on parle aussi d'abajoues pour évoquer des joues humaines volumineuses ou pendantes.
À la fin du XIXe siècle, « abajoue » passe dans l'argot , pour désigner la face ou, par extension, les fesses.

## Anatomie

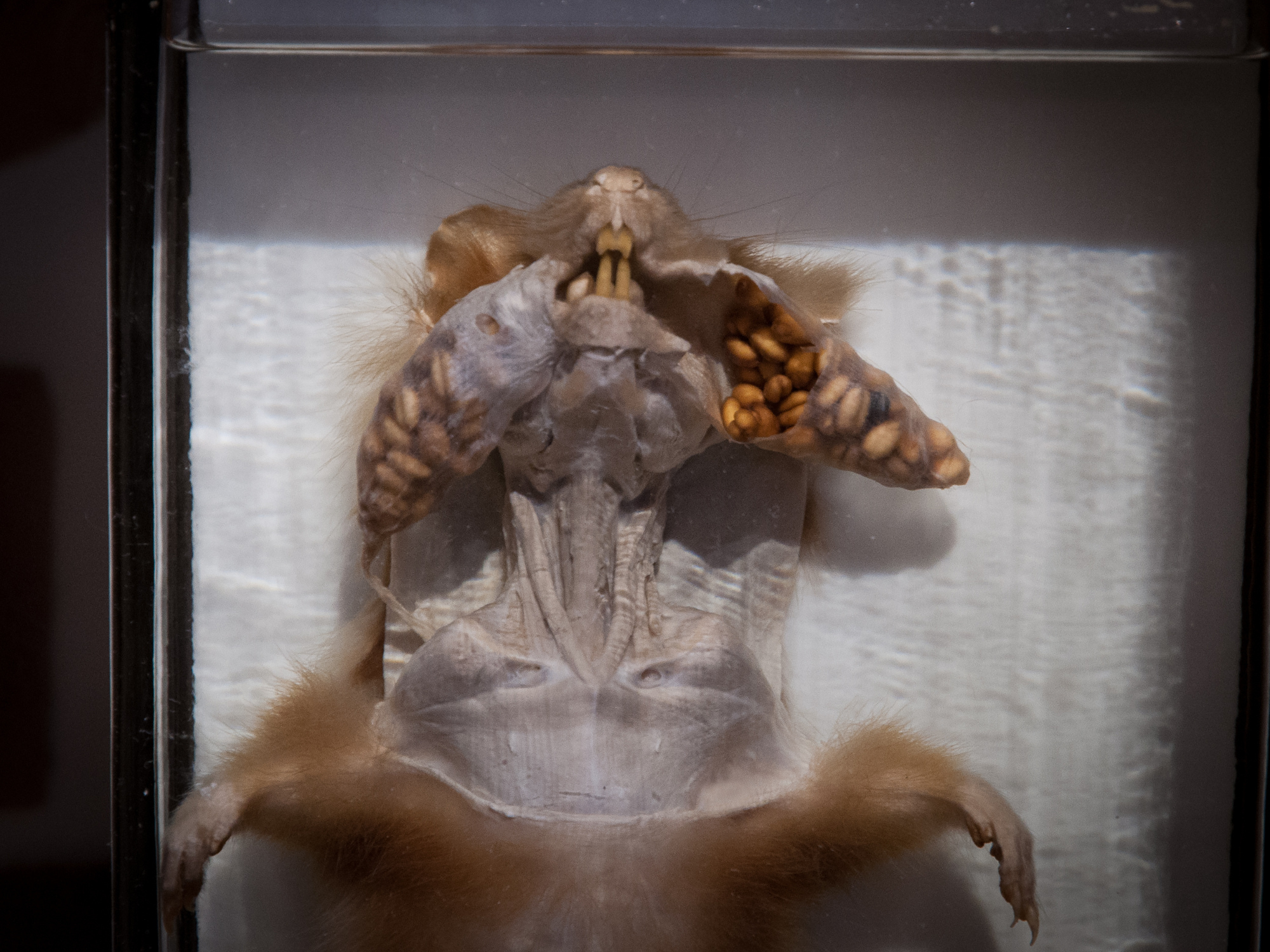
Abajoues d'un Hamster d'Europe naturalisé

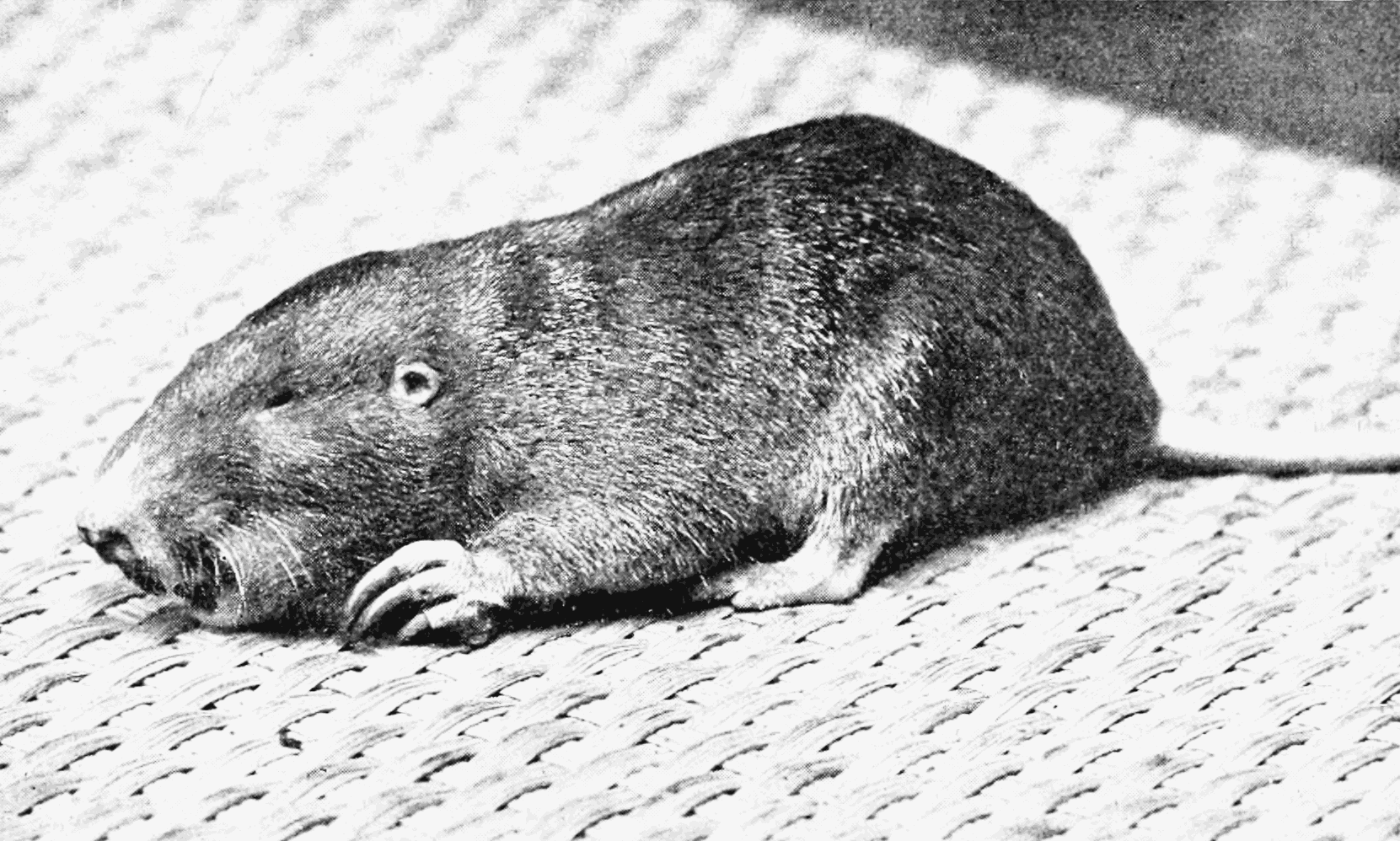
Les Gaufres à poche ont des abajoues qui s'ouvrent vers l'extérieur

Les abajoues sont situées dans l'épaisseur de la joue, des deux côtés de la bouche. Chez les singes, elles s'ouvrent à l'intérieur de la cavité buccale ; elles s'ouvrent à l'extérieur chez les rongeurs d'Amérique de la famille des Geomyidae. C’est ce qui leur vaut le nom de « diplostomes », qui signifie « double bouche ».
Chez certains rongeurs, comme les hamsters, les abajoues sont remarquablement développées. Elles ont la forme de deux sacs qui vont de la bouche jusqu'au-devant des épaules.
Étienne Geoffroy Saint-Hilaire a décrit chez certaines chauves-souris du genre Nycteris une autre forme d'abajoues. Celles-ci ont, au fond, une ouverture étroite par où la chauve-souris peut introduire de l'air, en fermant le canal nasal au moyen d'un mécanisme particulier et en poussant sous la peau l'air qu'elles expirent dans le tissu cellulaire très lâche qui unit la peau aux muscles sous-jacents.

## Rôle des abajoues

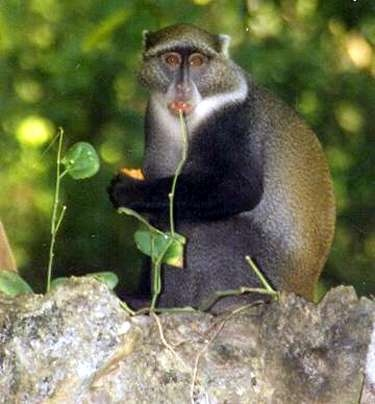
(Cercopithecus mitis) remplissant ses abajoues de petits fruits.

Les abajoues ont plusieurs rôles : elles permettent principalement l'accumulation rapide de nourriture, leur stockage temporaire et leur transport.
Chez les singes de la sous-famille des Cercopithecinae elles permettent en plus une prédigestion des aliments.
Elles contribuent de plus à la protection des animaux en leur permettant de s'abriter pour en consommer tranquillement le contenu, ce qu'ils font en appuyant sur ces poches buccales avec le dos de la patte ou en bougeant la mâchoire. Une étude publiée en 2006 a montré que chez les Cercopithèques le développement des abajoues était lié à l'importance des risques vis-à-vis des prédateurs, plutôt qu'à une compétition entre les différentes espèces de ces singes.
Certaines espèces de hamsters sont connues pour cacher leurs petits dans leurs abajoues pour les transporter ailleurs quand elles ont peur d'un danger. Quelques espèces de hamsters peuvent aussi nager parfaitement en remplissant ces poches avec de l'air pour mieux flotter.
Les chauve-souris du genre Nicteris les gonflent d'air également, mais pour augmenter leur volume tout en les rendant plus légères pour le vol.
Indirectement, elles augmentent l'efficacité de la dispersion des graines qui, ainsi éloignées des arbres parents, évitent la compétition intraspécifique lors de la germination.

## Mode d'emploi
Les tamias (Tamias) par exemple possèdent de grandes abajoues qui leur permettent de transporter de la nourriture. Ces sortes de poches peuvent atteindre le volume de leur corps quand elles sont pleines.
Exemple : introduction d'une gousse d'arachide non décortiquée dans l'abajoue d'un tamia rayé :

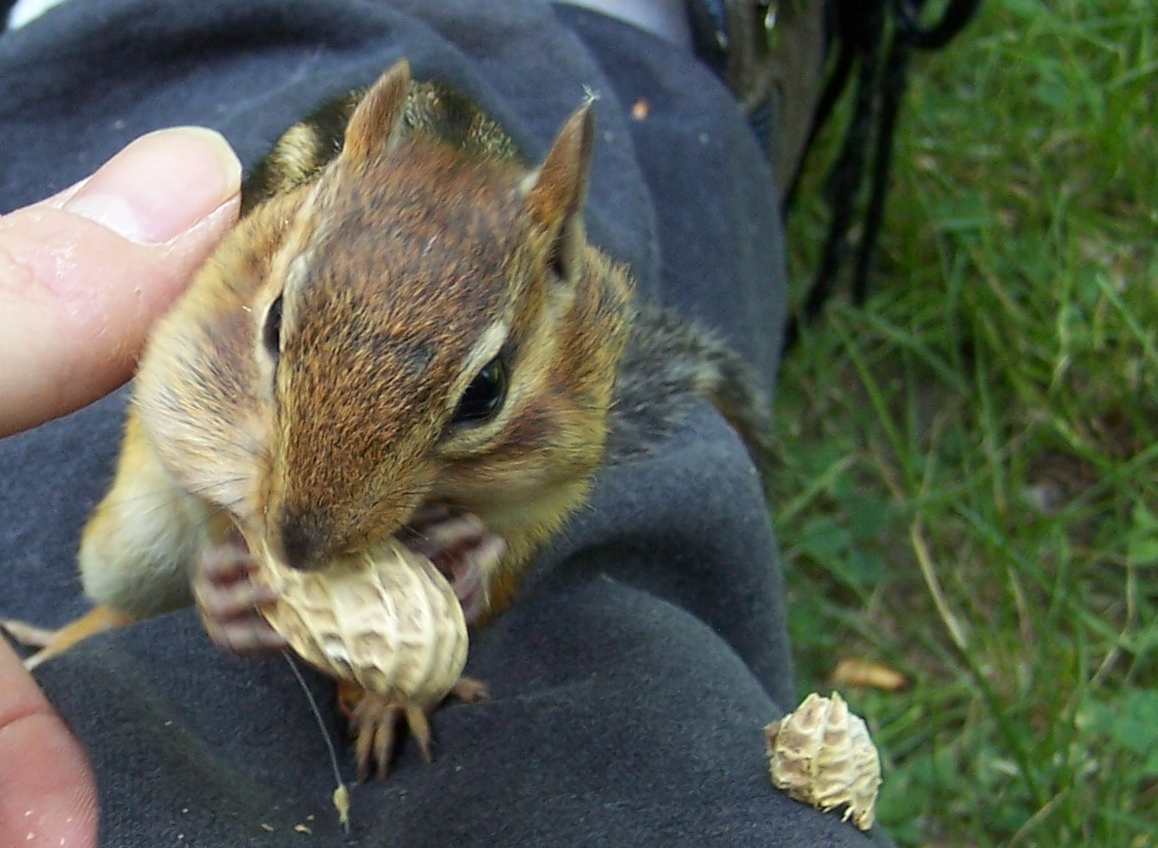
Cacahuète à demi entrée dans l'abajoue
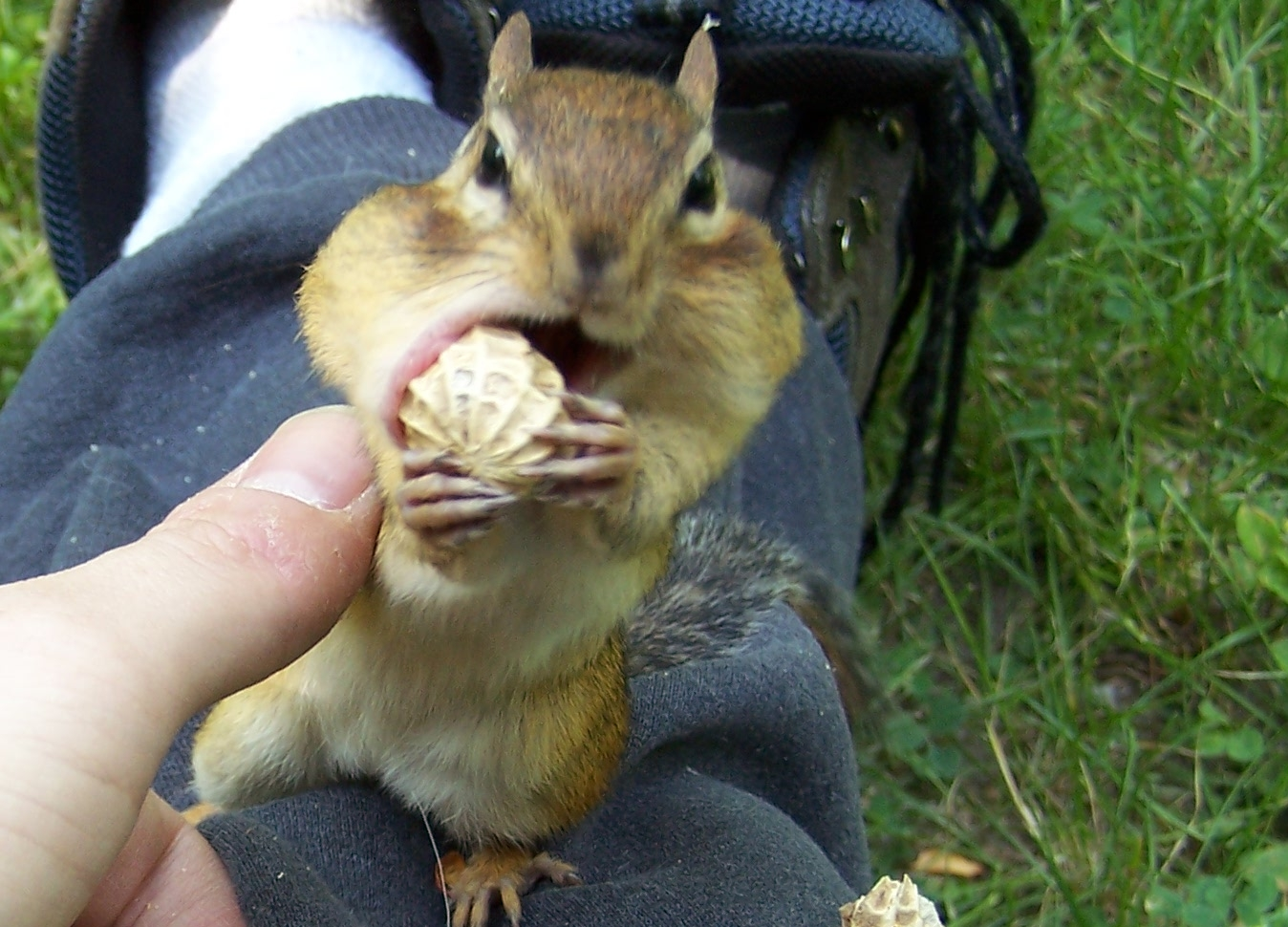
Cacahuète en cours de stockage
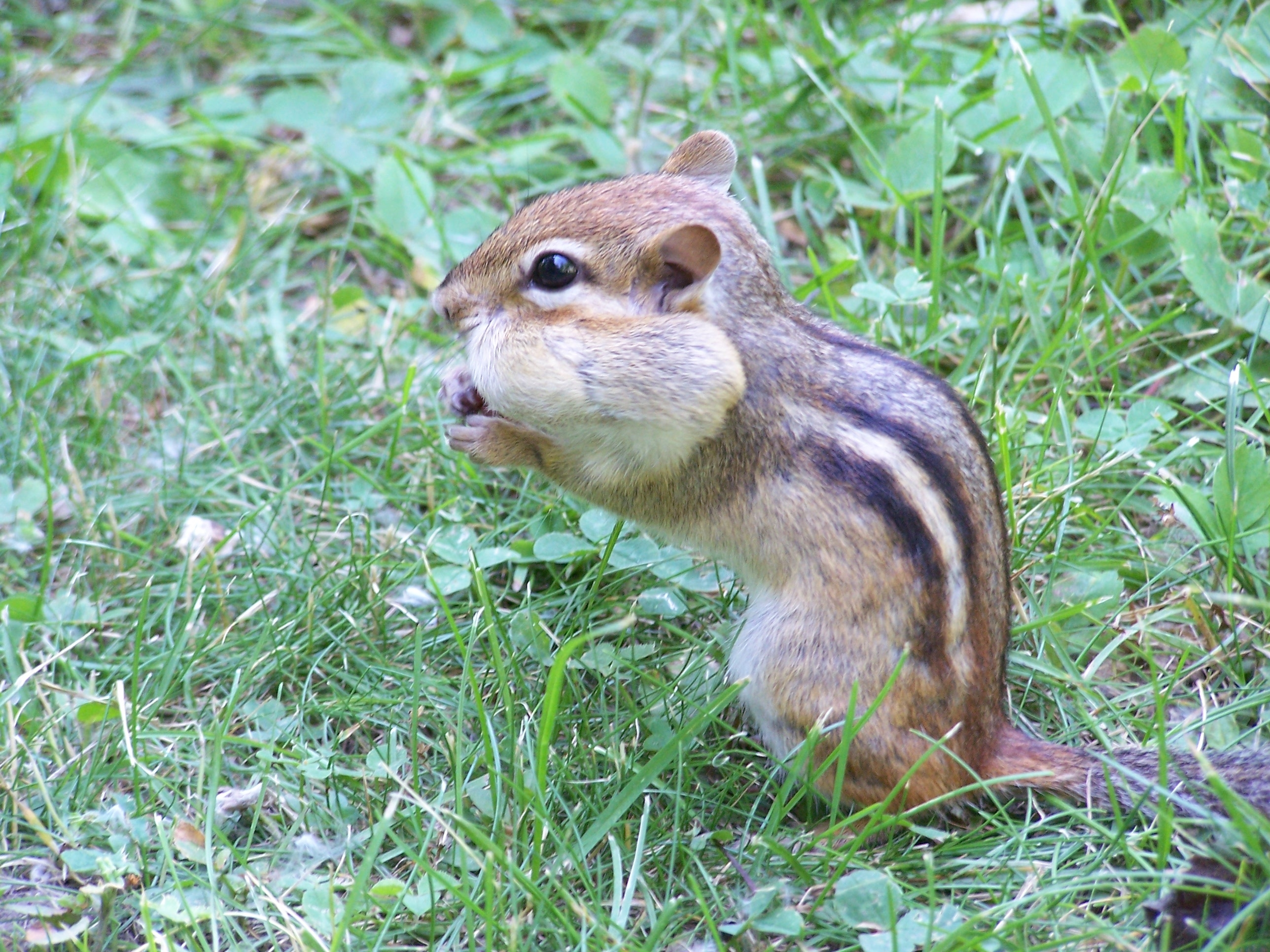
vue latérale
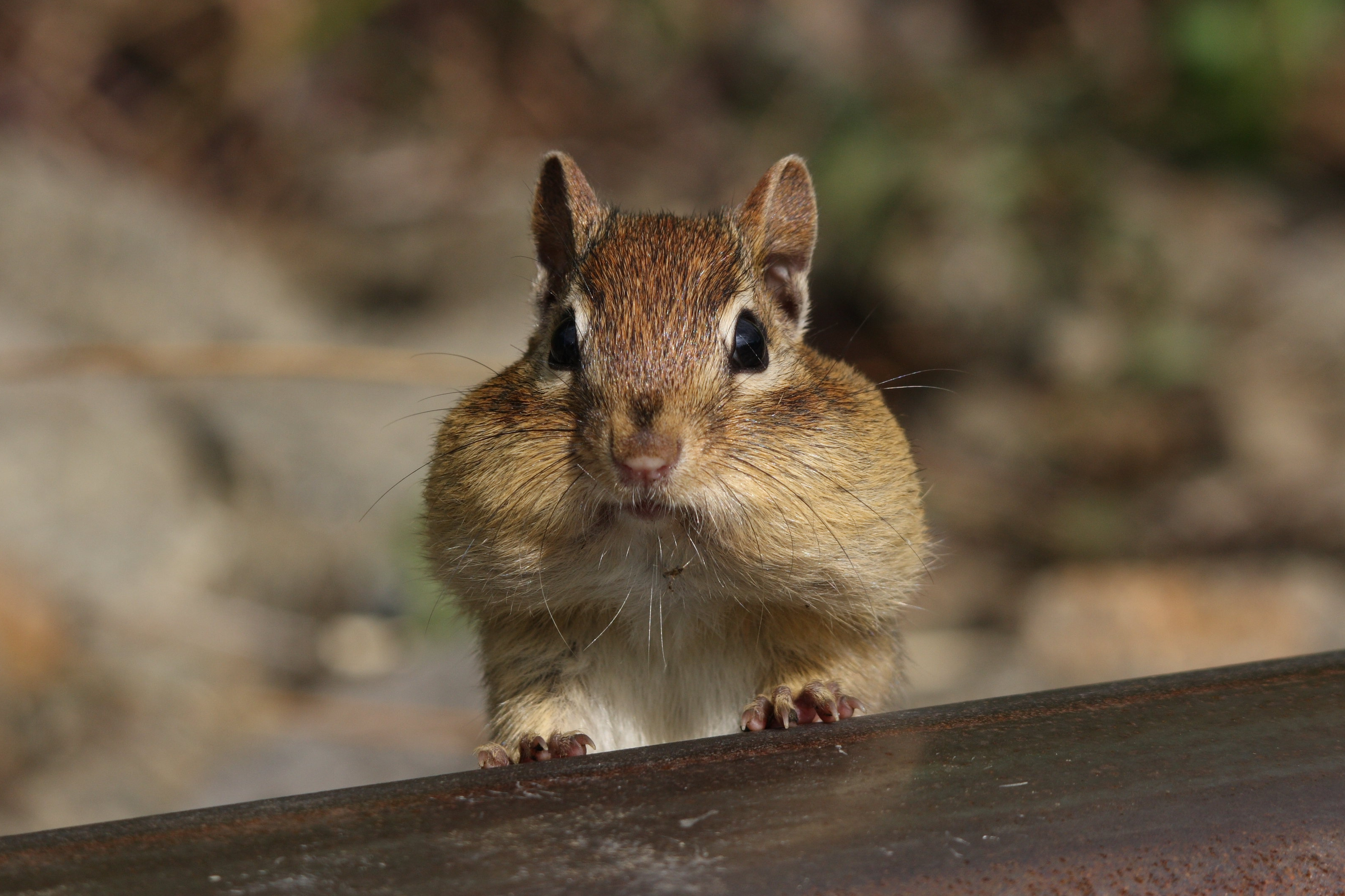
Les deux abajoues pleines

## Pathologie

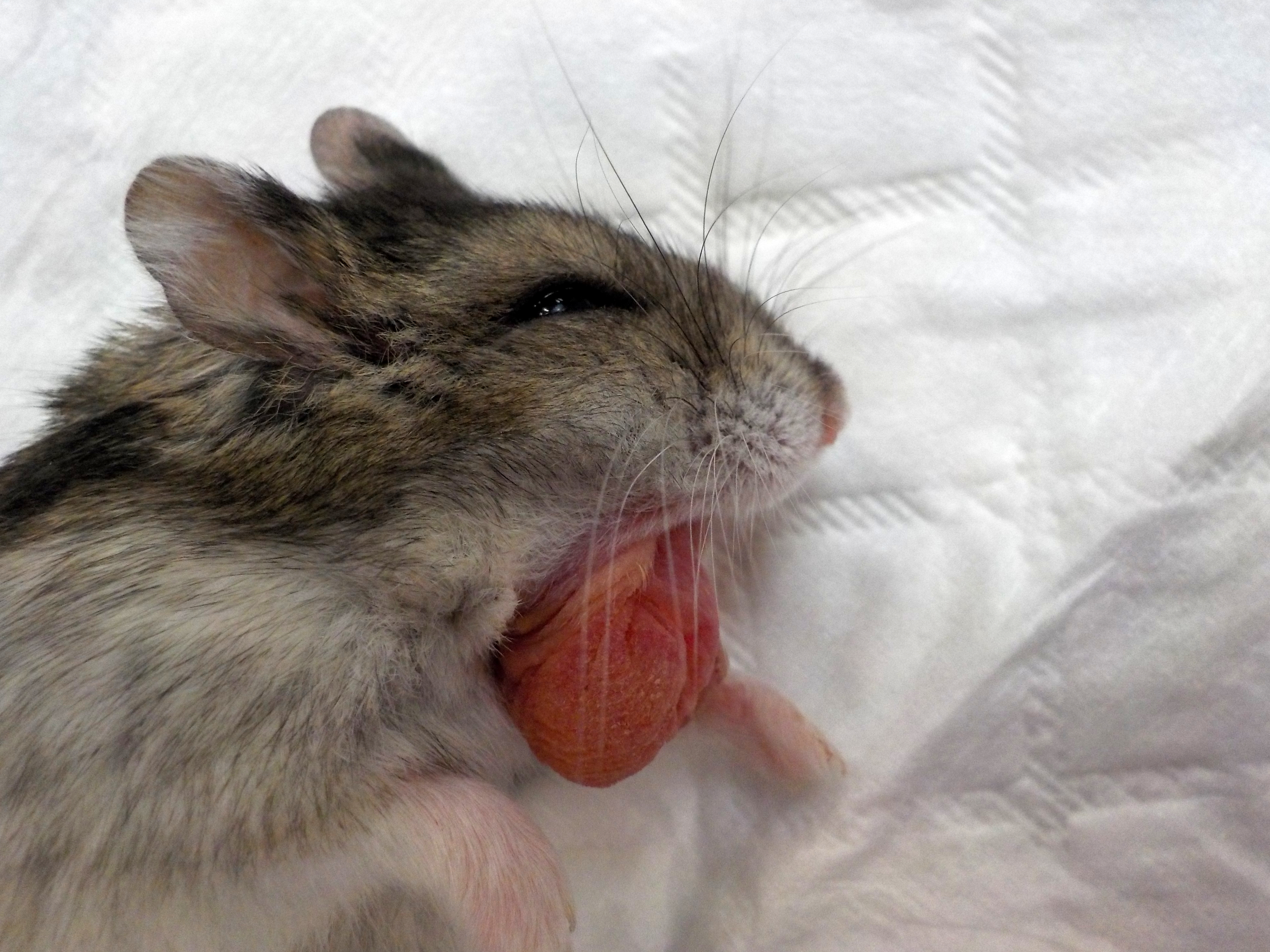
Prolapsus de l'abajoue chez un hamster russe (Phodopus sp.) anesthésié

Les abajoues peuvent s'infecter par suite d'une blessure occasionnée par un objet coupant introduit dans celles-ci ou une bagarre. Un abcès peut se former, dont on peut confondre de loin la protubérance avec de la nourriture stockée. Si l'abcès se perce et que le pus qu'il contenait est absorbé par l'animal, celui-ci peut être victime d'une septicémie et mourir empoisonné par les toxines ingérées,.
À cause des frottements de l'animal, l'infection peut aussi se propager de l'abajoue à l'œil et, chez un rongeur, s'accompagner d'une pousse excessive des dents car il ne ronge plus assez pour les user à cause de la douleur. Si l'animal n'est pas soigné à temps, il mourra d'infection généralisée ou de faim.
Les abajoues peuvent aussi se retourner vers l'extérieur (prolapsus). Il faut alors une intervention chirurgicale pour les remettre en place.
Il arrive aussi que l'animal ne parvienne plus à vider cette poche, dont le contenu fermente, et nécessite une aide extérieure.

## Recherche scientifique
Les abajoues des hamsters sont étudiées dans les laboratoires de recherche pour mieux comprendre la vascularisation des membranes, la cicatrisation, etc.

Elles sont aussi utiles pour l'étude du système immunitaire, en particulier le développement des abcès ou des tumeurs.
Les abajoues de hamsters sont également utiles pour tester la réaction des tissus au matériel dentaire, comme certains polymères.

## Dispositifs comparables
Certains animaux disposent d'une poche comparable aux abajoues.
Par exemple certains oiseaux, comme les pélicans, ont une poche extensible sous le bec, prise sur la mandibule inférieure et appelée sac gulaire. Cette poche permet au pélican de stocker les poissons capturés en cours de plongée : il plonge le bec dans l'eau pour remplir son sac gulaire, filtre l'eau avec le bec entrouvert et avale le poisson ainsi pêché. Chez d'autres oiseaux elle sert de caractère sexuel secondaire lors des parades nuptiales.
La poche abdominale, ou marsupium, de certains animaux comme les kangourous, n'a pas en revanche pour fonction de stocker de la nourriture. Celle-ci sert uniquement de poche incubatrice assurant le développement des embryons.
Les grenouilles ont aussi des poches de part et d'autre de la tête, en général les mâles, qui sont en fait des sacs vocaux leur permettant de communiquer entre elles. Les morses disposent d'un dispositif comparable.
En revanche, des poches d'eau comme celles obtenues par mutation génétique chez le poisson rouge Bubble Eye ne semblent pas avoir une utilité précise.

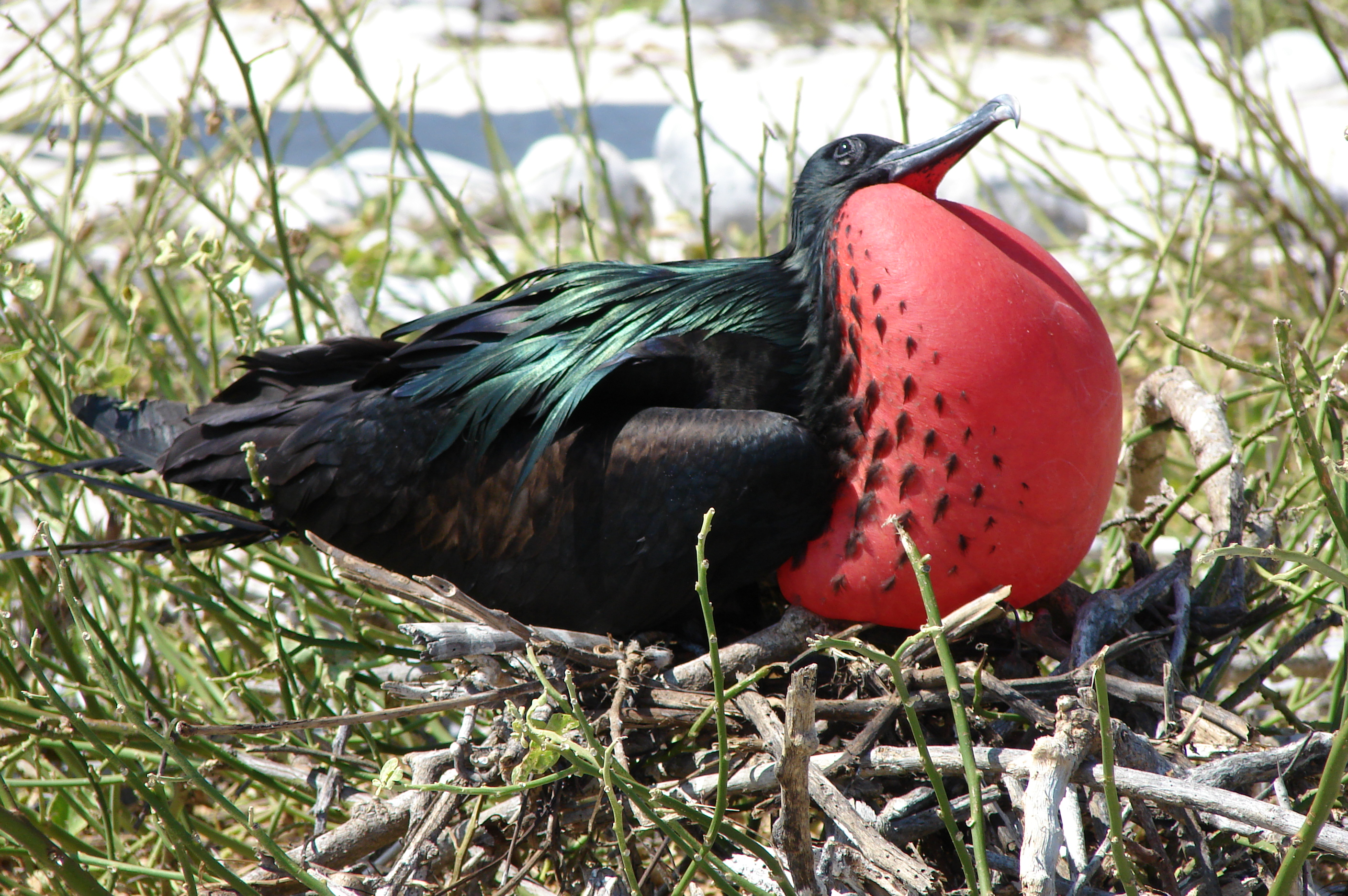
Sac gulaire de la Frégate superbe, pour la parade nuptiale
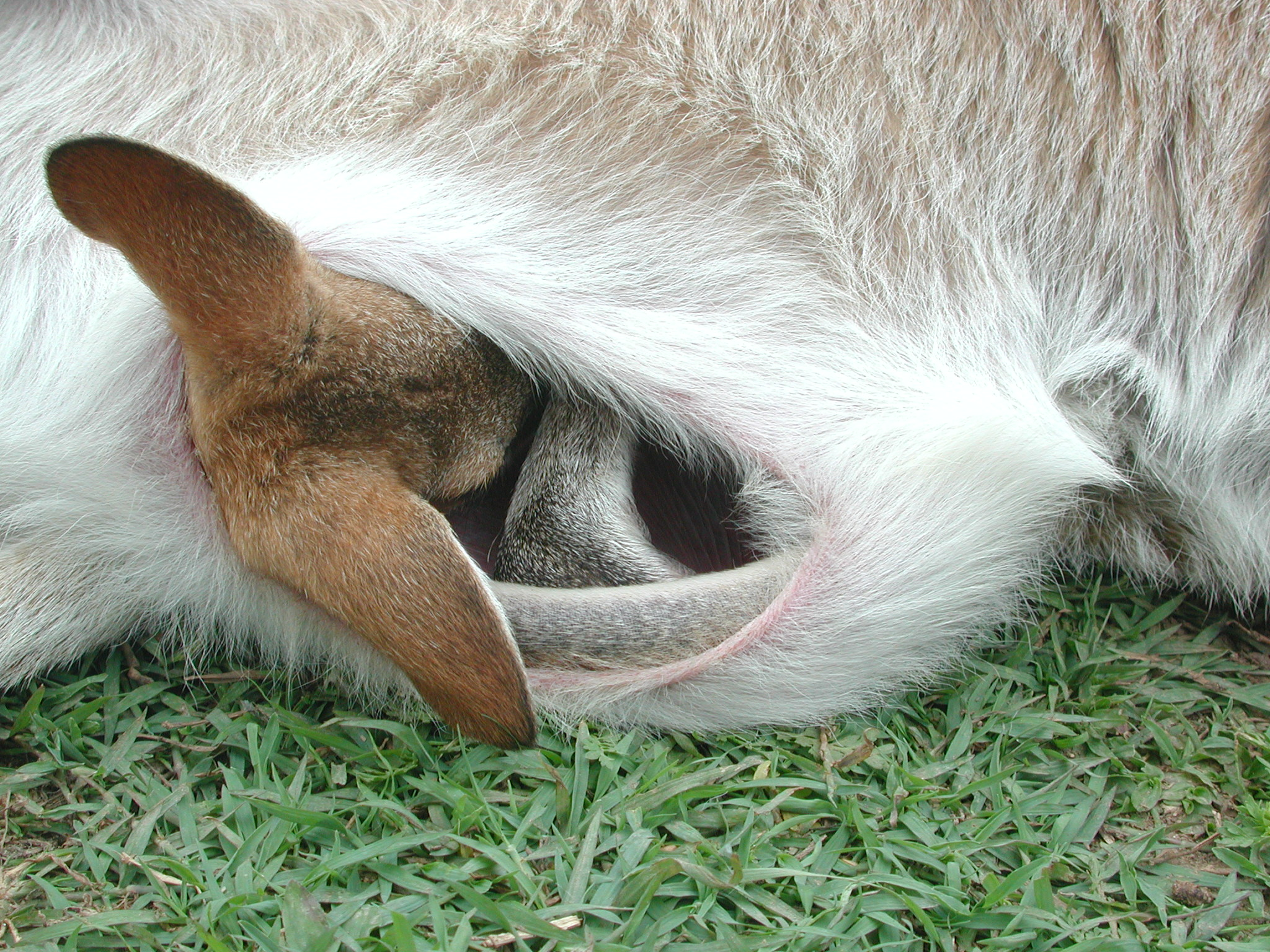
Marsupium de kangourou
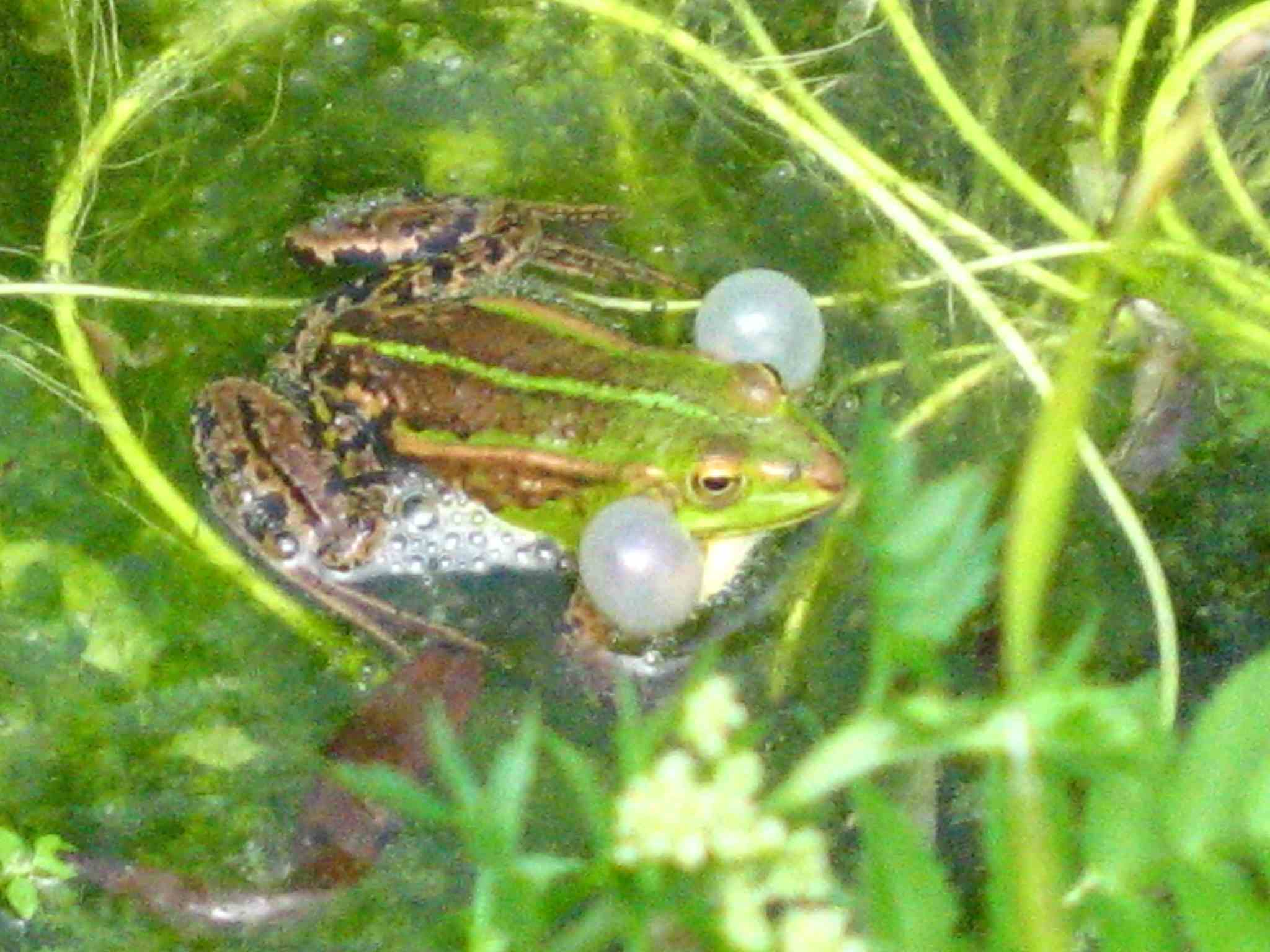
Sacs vocaux de grenouille
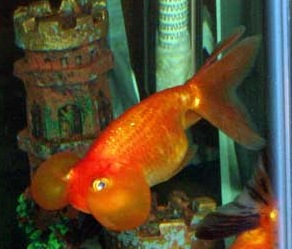
Bulles « décoratives » du poisson rouge Bubble Eye